# Головчин
Голо́вчин (бел. Гало́ўчын) — агрогородок в составе Белыничского района Могилёвской области Беларуси. Административный центр Головчинского сельсовета.

## Географическое положение
Ближайшие населённые пункты: Палиевщина, Торгонщина, Старое Село.

## История
Из летописей Головчин впервые упоминается с 1443 года.
Существует версия, согласно которой, Головчин расположен на месте летописного города Голотическа. В 1969 году археологами обследованы два городища в Головчине, признаки древнего города не были обнаружены.
В Головчине располагался замок князей Головчинских.
3 (14) июля 1708 года состоялось сражение между шведской армией короля Карла XII и русской армией генерал-фельдмаршала Б. П. Шереметева. Закончилось поражением русской армии.
После 1-го раздела Речи Посполитой (1772 год) местечко Головчино в составе Российской империи. Владение писаря великого литовского графа Антония Михаила Паца (в 1777 году — 388 христиан и 83 иудея мужского пола). В 1783 году во владении его сына старосты ковенского и бортянского графа Михаила Паца, центр обширного имения, включавшего также местечко Княжицы, селы, сельца и деревни (всего — 40182 десятины и 629 саженей земли; 3173 мужского пола душ).

## Население

### Демография
- XVIII век: 1785 год — 891 чел.
- XIX век: 1827 год — 658 чел.; 1860 год — 941 чел., из них 498 христиан и 443 иудеи; 1861 год — 1402 чел.; 1897 год — 1254 чел.
- XX век: 1909 год — 1603 чел. в городке Головчине, 2 чел. в дворе Головчине; 1926 год — 1,7 тыс. чел.; 1940 год — 1019 чел.; 1959 год — 811 чел.; 1970 год — 676 чел.; 1992 год — 672 чел.; 1996 год — 674 чел.
- XXI век: 2002 год — 601 чел.; 2007 год — 504 чел.; 2010 год — 511 чел.

### Инфраструктура
В Головчине работают средняя и музыкальная школы, дошкольное учреждение, дом культуры, библиотека.

## Застройка

### План
Проект планирования и застройки разработали в 1980 году. Основу крестоподобного плана сложилось 2 взаимно перпендекулярные улицы: первая меридиональная ориентации является частью дороги Круглое — Могилев, вторая — частью дороги Белыничи — Шклов. В месте их пересечения находится общественный центр. Застройка преимущественно деревянная, двусторонняя, начальная. На улице Садовой возведенные 1-этажные каменные дома.

## Культура
- Дом культуры

## Достопримечательность
- Городище-2 (период средневековья). Историко-культурная ценность расположена в 0,25 км на восток, на правом берегу реки Вабич. В настоящее время на замчище можно увидеть остатки массивных кирпичных строений с подземельями, предположительно принадлежавших замку Головчинских
- Городище-3 (период раннего железного века). Историко-культурная ценность расположена на северной окраине агрогородка
- Свято-Троицкая церковь

### Утраченное наследие
- Костёл и монастырь доминиканцев (XVII в.)
- Синагога
- Церковь Пречистой Богородицы (XVIII в.; католицизм)
- Церковь Святой Троицы (XVIII в.; католицизм)

## Галерея
- Замчище
- Свято-Троицкая церковь
- Церковь